# Bomberman Online
Bomberman Online est un jeu vidéo développé par Hudson Soft et édité par Sega. Il s’agit d'un jeu d'action et de réflexion, sorti sur Dreamcast en 2001.

## Accueil
Bomberman Online reçoit un accueil positif de la critique spécialisée. Il obtient un score de 80 % sur Metacritic sur la base de 11 critiques.